# Prix du Gouverneur général : poésie de langue française
Le prix du Gouverneur général : poésie de langue française est l'un des plus prestigieux prix de poésie au Canada. Ce prix fut décerné pour la première fois en 1981, quand la catégorie poésie ou théâtre de langue française fut scindée en deux.

## Liste des lauréats
Voici la liste des lauréats du prix littéraire du Gouverneur général dans la catégorie poésie de langue française :
- 1981 : Michel Beaulieu, Visages
- 1982 : Michel Savard, Forages
- 1983 : Suzanne Paradis, Un goût de sel
- 1984 : Nicole Brossard, Double Impression
- 1985 : André Roy, Action writing
- 1986 : Cécile Cloutier, L'Écouté
- 1987 : Fernand Ouellette, Les Heures
- 1988 : Marcel Labine, Papiers d'épidémie
- 1989 : Pierre Desruisseaux, Monème
- 1990 : Jean-Paul Daoust, Les Cendres bleues
- 1991 : Madeleine Gagnon, Chant pour un Québec lointain
- 1992 : Gilles Cyr, Andromède attendra
- 1993 : Denise Desautels, Le Saut de l'ange
- 1994 : Fulvio Caccia, Aknos
- 1995 : Émile Martel, Pour orchestre et poète seul
- 1996 : Serge Patrice Thibodeau, Le Quatuor de l'errance suivi de La Traversée du désert
- 1997 : Pierre Nepveu, Romans-fleuves
- 1998 : Suzanne Jacob, La Part de feu preceded by Le Deuil de la rancune
- 1999 : Herménégilde Chiasson, Conversations
- 2000 : Normand de Bellefeuille, La Marche de l'aveugle sans son chien
- 2001 : Paul Chanel Malenfant, Des ombres portées
- 2002 : Robert Dickson, Humains paysages en temps de paix relative
- 2003 : Pierre Nepveu, Lignes aériennes
- 2004 : André Brochu, Les jours à vif
- 2005 : Jean-Marc Desgent, Vingtièmes siècles
- 2006 : Hélène Dorion, Ravir: les lieux
- 2007 : Serge Patrice Thibodeau, Seul on est
- 2008 : Michel Pleau, La Lenteur du monde
- 2009 : Hélène Monette, Thérèse pour joie et orchestre
- 2010 : Danielle Fournier, Effleurés de lumière
- 2011 : Louise Dupré, Plus haut que les flammes
- 2012 : Maude Smith Gagnon, Un drap. Une place
- 2013 : René Lapierre, Pour les désespérés seulement
- 2014 : José Acquelin, Anarchie de la lumière
- 2015 : Joël Pourbaix, Le mal du pays est un art oublié
- 2016 : Normand de Bellefeuille, Le poème est une maison de bord de mer
- 2017 : Louise Dupré, La Main hantée
- 2018 : Michaël Trahan, La raison des fleurs
- 2019 : Anne-Marie Desmeules, Le tendon et l'os
- 2020 : Martine Audet, La société des cendres, suivi de Des lames entières
- 2021 : Tania Langlais, Pendant que Perceval tombait[1]
- 2022 : Maya Cousineau Mollen, Enfants du lichen[2]
- 2023 : Rita Mestokocho, Atiku Utei. Le cœur du caribou[3]